# Unutarnja Mongolija
Unutarnja Mongolija, službenog naziva Autonomna regija Unutarnja Mongolija (mongolski:  Öbür Mongghul-un Öbertegen Jasaqu Orun; kineski: 内蒙古自治区 Nèi Měnggǔ Zìzhìqū) je jedna od pet autonomnih regija u sastavu NR Kine.
U samoj Mongoliji je često nazivaju Južnom Mongolijom, smatrajući izraz Unutarnja Mongolija sinocentričnim, odnosno izrazom kineskog imperijalizma.

## Zemljopis
Unutarnja Mongolija se nalazi na sjeveru Kine gdje većinom sjeverne granice graniči s Mongolijom i Rusijom, dok na jugozapadu graniči s kineskim pokrajinama Heilongjiang, Jilin i Liaoning, na jugu s pokrajinama Hebei, Shanxi, Shaanxi i Autonomnom regijom Ningxia, a na zapadu s pokrajinom Gansu.
Unutarnja Mongolija ima površinu od 1.177.500 km² (treća po veličini u Kini) i svega 24.706.321 stanovnika, po popisu iz 2010. god., što čini tek 1,84% ukupnog stanovništva Kine.
Glavni grad Unutarnje Mongolije je Hohhot s 2,58 milijuna stanovnika, dok u gradu Baotou živi 2,46 milijuna ljudi.
Klima Unutarnje Mongolije je umjerena kontinentalna s dugim i hladnim zimama i kratkim toplim ljetima. Od jugoistoka prema sjeverozapadu padaline kontinuirano opadaju, te je na zapadu gotovo potpuna pustinja.

## Povijest
Podjela između unutarnje i vanjske Mongolije je nastala tijekom povijesti. Tijekom dinastije Qing, Unutarnja Mongolija je bila podijeljena između običnih kineskih pokrajina, dok je vanjska Mongolija uglavnom ostala u pred-Qing obliku.
Istočni dio ove regije, ili bivše pokrajine Chahar, 1933. osvajaju Japanci koji 1937. god. osnivaju marionetsku državu Mengjiang sa sjedištem u Kalganu pod lokalnom upravom mongolskih velikaša. U to vrijeme je zapadu, u bivšoj pokrajini Suiyuan, uspostavljen Demchugdongrub sa sjedištem u Hohhotu.
Čak i prije osnivanja Narodne Republike Kine, Autonomna regija Unutarnja Mongolija je osnovana 1947. god., po uzoru na sovjetske modele manjinske politike. Do 1949., teritorij moderne Unutarnje Mongolije je bio sastavljen od dijelova pokrajina Chahar i Suiyuan. Kada je poništena pokrajina Mandžurija, njezin zapadni dio (dijelovi pokrajina Heilongjiang i Fengtian) su 1955. god. dodani unutarnjoj Mongoliji, dok je Kalgan, pripao pokrajini Hebei.

## Znamenitosti
Xanadu ili Shangdu (kineski: 上都;, pinyin: Shàng dū) je bila ljetna prijestolnica Kublaj-kanova Mongolskog carstva, koje je zauzimalo veći dio Azije. Arheološki nalazi sugeriraju da se grad nalazio oko 275 km sjeverno od Pekinga i 28 km sjeverozapadno od modernog grada Duoluna.
Također UNESCO-ova svjetska baština je i gorje Langshan (狼山, Láng Shān) koje je jedno od zaštićen planinskih područja jedinstvenog Danxia reljefa u Kini.
Glavni grad Hohhot je važno središte tibetanskog budizma u Kini s mnogim hramovima kao što su hramovi: Pet pagoda, Dazhao (1580.), Xiaozhao (1697.) i najveći hram Shiretu Juu (1585.).

## Upravna podjela
Unutarnja Mongolija je podijeljena na 12 prefektura koje su od dinastije Qing do kasnih 1990-ih nosile naziv Aimag (mong. za „savez”; kineski: 盟), koji su bili podijeljeni na „stjegove” (旗). Od tada su brojni aimazi pretvoreni u gradske prefekture, poput ostalih u Kini, te su zadržali svoje stare mongolske nazive  (kao što su Hulunbuir, Bayannur i Ulanqab) ili su prihvatili kineski naziv po glavnom gradu (Chifeng, Tongliao). Samo su tri aimaga zadržala staru organizaciju i podjelu na stjegove (Alxa, Hinggan i Xilingol). Tako da današnja podjela Unutarnje Mongolije izgleda ovako:
| Zemljovid              | #         | Naziv                | Upravno sjedište           | Kinesko pismo Pinyin | Mongolski (Transkripcija) | Stanovništvo (2010.) |
| ---------------------- | --------- | -------------------- | -------------------------- | -------------------- | ------------------------- | -------------------- |
|                        |           |                      |                            |                      |                           |                      |
| — Gradske prefekture — |           |                      |                            |                      |                           |                      |
| 2.                     | Bayannur  | Linhe (distrikt)     | 巴彦淖尔市 Bāyànnào'ěr Shì | Bayannaɣur qota      | 1.669.915                 |                      |
| 3.                     | Wuhai     | Haibowan (distrikt)  | 乌海市 Wūhǎi Shì           | Üqai qota            | 532.902                   |                      |
| 4.                     | Ordos     | Dongsheng (distrikt) | 鄂尔多斯市 È'ěrduōsī Shì   | Ordos qota           | 1.940.653                 |                      |
| 5.                     | Baotou    | Hondlon District     | 包头市 Bāotóu Shì          | Buɣutu qota          | 2.650.364                 |                      |
| 6.                     | Hohhot    | Huimin (distrikt)    | 呼和浩特市 Hūhéhàotè Shì   | Kökeqota             | 2.866.615                 |                      |
| 7.                     | Ulanqab   | Jining (distrikt)    | 乌兰察布市 Wūlánchábù Shì  | Ulaɣančab qota       | 2.143.590                 |                      |
| 9.                     | Chifeng   | Hongshan (distrikt)  | 赤峰市 Chìfēng Shì         | Ulaɣanqada qota      | 4.341.245                 |                      |
| 10.                    | Tongliao  | Horqin (distrikt)    | 通辽市 Tōngliáo Shì        | Tüŋliyou qota        | 3.139.153                 |                      |
| 12.                    | Hulunbuir | Hailar (distrikt)    | 呼伦贝尔市 Hūlúnbèi'ěr Shì | Kölön Buyir qota     | 2.549.278                 |                      |
| — Aimazi —             |           |                      |                            |                      |                           |                      |
| 1.                     | Alxa      | Alxa Lijevi stijeg   | 阿拉善盟 Ālāshàn Méng      | Alaša ayimaɣ         | 231.334                   |                      |
| 8.                     | Xilingol  | Xilinhot stijeg      | 锡林郭勒盟 Xīlínguōlè Méng | Sili-yin Ɣool ayimaɣ | 1.028.022                 |                      |
| 11.                    | Hinggan   | Ulan Hot stijeg      | 兴安盟 Xīng'ān Méng        | Qiŋɣan ayimaɣ        | 1.613.250                 |                      |

Prefekture se dalje dijele na 101 okružnu jedinicu, uključujući 21 distrikt, 11 gradskih okruga, 17 okruga, 49 stjegova i 3 autonomna stijega. Oni se nadalje dijele na 1.425 općina, uključujući 532 grada, 407 naselja, 277 sumua, 18 etničkih naselja, jedan etnički sumu i 190 poddistrikta.

## Stanovništvo
Većinsko stanovništvo čine Han Kinezi od 79%, iako Mongoli čine značajnu manjinu od 17%. Pored njih tu žive i Mandžurci, Hueji, Dauri, Evenki, Korejci, Rusi, Oroqen i Xibe.

## Vanjske poveznice
- Unutarnja Mongolija na portalu Encyclopædia Britannica (engl.)
- Službene stranice Autonomne regije Unutarnja Mongolija  Arhivirana inačica izvorne stranice od 23. srpnja 2013. (Wayback Machine) (kin.)
- Inner Mongolia: China Travel Information (engl.)